# 日里雪冷县
日里雪冷县是印度尼西亚北苏门答腊省所辖的一个县，在省府棉兰与省辖市民礼的四周。该县县治为巴干（Lubuk Pakam），位于棉兰东部30公里。
日里雪冷县的面积为2,486.14平方公里，2010年时的人口为1,789,243。
中国古代称之为碟里、牒里、日裏、日丽。故地约在今印度尼西亚苏门答腊岛东北岸，日里河下游一带。1405年曾遣使至中国建立友好关系。

## 延伸阅读
[在维基数据编辑]
 《欽定古今圖書集成·方輿彙編·邊裔典·碟里部》，出自陈梦雷《古今圖書集成》
 《明史卷三百二十四》，出自《明史》